# Daniel-François-Esprit Auber

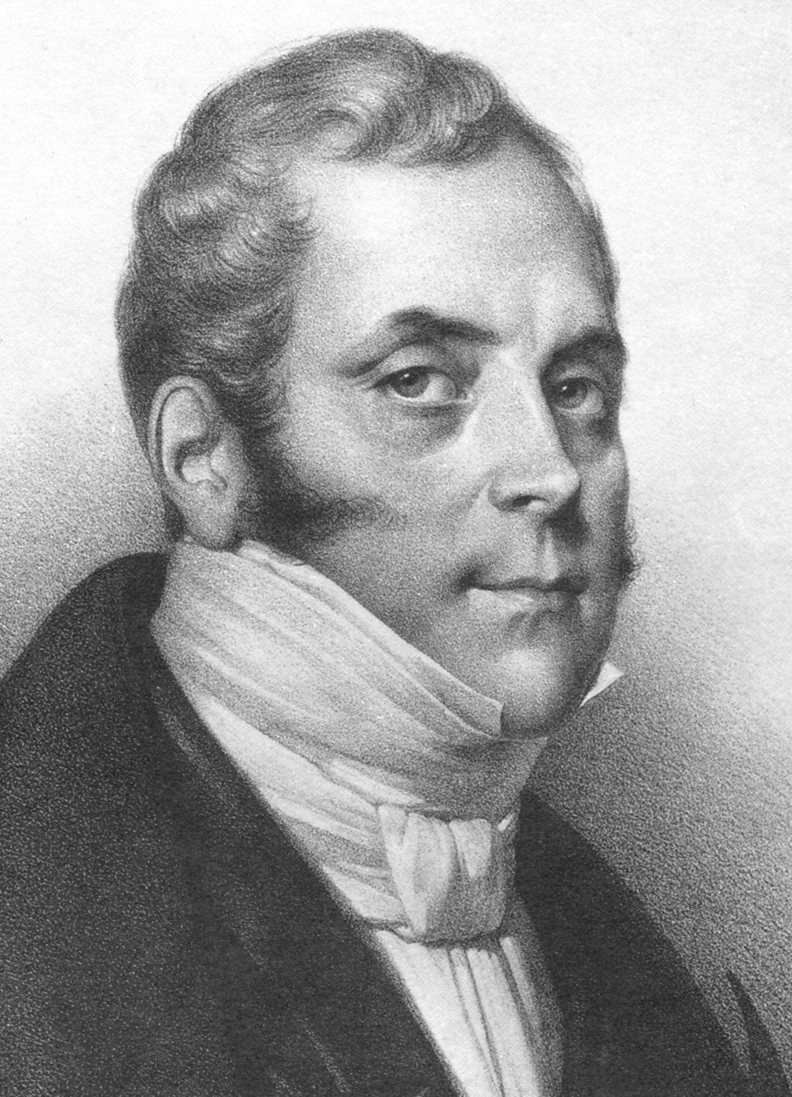
Daniel-François-Esprit Auber
(1782-1871)

Daniel-François-Esprit Auber (n. 29 ianuarie 1782, Caen — d. 12 mai 1871, Paris) a fost un compozitor și pedagog francez.
Începând cu 1842, Auber a fost directorul Conservatorului din Paris, iar în timpul Imperiului al Doilea a fost capelmaistru al curții.
Se zice că montarea operei sale La Muette de Portici la Bruxelles în 1830, cu atmosfera ei revoluționară și muzica instigatoare, a marcat preludiul revoluției prin care Belgia s-a desprins de Olanda.
Auber a fost primul reprezentant al genului de operă grand opéra din Franța, stil perfecționat ulterior de Giacomo Meyerbeer. Operele lui erau foarte renumite în timpul vieții sale și au fost admirate, de exemplu, de Richard Wagner.

## Compoziții
Opere
- La Muette de Portici (1828, Paris)
- Le Philtre (1831, Paris)
- Gustave III ou le Bal masqué (1833, Paris)
- Le Cheval de bronze (1835, Paris)
- Le Lac aux fées (1839, Paris)
- L’Enfant prodigue (1850, Paris)
- Zerline ou la Corbeille d’oranges (1851, Paris)

Drame lirice
- Vendôme en Espagne în colaborare cu Ferdinand Hérold (1823, Paris)
- Léocadie (1824, Paris)
- La Marquise de Brinvilliers în colaborare cu François-Adrien Boieldieu, Luigi Cherubini, Henri Montan Berton, Ferdinand Hérold, Ferdinando Paër și Michele Enrico Carafa (1831, Paris)

Opere-balet
- Le Dieu et la Bayadère ou la Courtisane amoureuse (1830, Paris)

Opere comice
- L’Erreur d’un moment (1805, Paris)
- Jean de Couvin (1812, Belgia)
- Le Séjour militaire (1813, Paris)
- Le Testament et les Billets doux (1819, Paris)
- Le Bergère châtelaine (1820, Paris)
- Emma ou la Promesse imprudente (1821, Paris)
- Leicester ou le Château de Kenilworth (1823, Paris)
- La Neige ou le Nouvel Éginhard (1823, Paris)
- Les Trois Genres în colaborare cu François-Adrien Boieldieu (1824, Paris)
- Le Concert à la cour ou la Débutante (1824, Paris)
- Le Maçon (1825, Paris)
- Le Timide ou le Nouveau Séducteur (1826, Paris)
- Fiorella (1826, Paris)
- La Fiancée (1829, Paris)
- Fra Diavolo ou l’Hôtellerie de Terracine (1830, Paris)
- Le Serment ou les Faux-monnayeurs (1832, Paris)
- Lestocq ou l’Intrigue et l’Amour (1834, Paris)
- Actéon (1836, Paris)
- Les Chaperons blancs (1836, Paris)
- L’Ambassadrice (1836, Paris)
- Le Domino noir (1837, Paris)
- Zanetta ou Jouer avec le feu (1840, Paris)
- Les Diamants de la couronne (1841, Paris)
- Le Duc d’Olonne (1842, Paris)
- La Part du diable (1843, Paris)
- La Sirène (1844, Paris)
- La Barcarolle ou l’Amour et la Musique (1845, Paris)
- Les Premiers Pas în colaborare cu Adolphe Adam, Jacques Fromental Halévy și Michele Enrico Carafa (1847, Paris)
- Haydée ou le Secret (1847, Paris)
- Marco Spada (1852, Paris)
- Jenny Bell (1855, Paris)
- Manon Lescaut (1856, Paris)
- La Circassienne (1861, Paris)
- La Fiancée du Roi de Garbe (1864, Paris)
- Le Premier Jour de bonheur (1868, Paris)
- Rêve d’amour (1869, Paris)

## Legături externe
- Lista operelor lui Daniel-François-Esprit Auber